# ASDA
ASDA는 영국의 소매업체로, 미국 월마트 산하에 있다. 본사는 리즈에 두고 있다. 현재 테스코에 이어 영국에서 두 번째로 큰 슈퍼마켓이다. ASDA는 어소시에이티드 다이어리스 (Associated Dairies)의 약어이며, 1949년 리즈에서 창업되었고, 1999년에 월마트의 산하가 되었다.